# Marsdenia bilobata
Marsdenia bilobata är en oleanderväxtart som beskrevs av P.I. Forster. Marsdenia bilobata ingår i släktet Marsdenia och familjen oleanderväxter. Inga underarter finns listade i Catalogue of Life.